# Nürnberg (könnyűcirkáló)
A Nürnberg egy német, Leipzig osztályú könnyűcirkáló volt, melyet Nürnberg városáról neveztek el. Egyes források szerint a Leipzig és a Nürnberg külön, önálló cirkálóosztályt alkotnak. A második világháború után a hajót a Szovjetunióba szállították és átkeresztelték Admiral Makarovvá.
1939. december 12–december 13. éjszakáján, a Nürnberg és testvérhajója a Leipzig, torpedótalálatot kapott a HMS Salmon nevű brit tengeralattjárótól, miközben az Északi-tenger brit partjánál védték az aknatelepítést végző hajókat. Ennek következtében 1940 májusáig javították, ezért nem vehetett részt a Norvégia elleni hadműveletben. 1940 júliusától egészen 1945 januárjáig, Norvégia és Németország partjainál teljesített szolgálatot. A háború végén a hajó megadta magát Koppenhága közelében.
A Nürnberg, hadizsákmányként a szovjet haditengerészethez került, ahol 1945. november 5-én már szolgálatba is állt a Balti-tengeren. 1946 januárjában a Nürnberg és további öt, egykori német hadihajó, az Erich Steinbrink nevű romboló, a T33 és a T107 torpedónaszád, a Hessen (lefegyverzett első világháborús csatahajó) és a Blitz, Libau partjaihoz hajózott. 1946. január 5-ei megérkezésükkor a Nürnberget átnevezték Admiral Makarovvá. Ezután a hajó, a tallinni állomáshelyű 8. (Észak Balti-tengeri) flotta zászlóshajója volt, egészen 1955-ig. 1957 februárjában, mikor a hajó kazánjai tönkrementek, a hajót átalakították kiképzőhajóvá, és állomáshelyét áttették Kronstadt-ba. 1959 februárjában a hajót szétbontották. 

## Parancsnokok
- Hubert Schmundt – 1935. szeptember 27. – 1935. november 2.
- Hubert Schmundt – 1935. november 2. – 1936. október 13.
- Theodor Riedel – 1936. október 13. – 1937. október 8.
- Walter Krastel – 1937. október 8. – 1938. november 5.
- Heinz Degenhardt – 1938. november 5. – 1938. november 11.
- Walter Hennecke – 1938. november 11. – 1938. november 19. (helyettes)
- Otto Kluber – 1938. november 19. – 1940. augusztus 7.
- Leo Kreisch – 1940. augusztus 7. – 1941. március 19.
- Ernst von Studnitz – 1941. március 19. – 1943. június 6.
- Gerhardt Bohmig – 1943. június 6. – 1944. október 7.
- Hellmuth Gressler – 1944. október 7. – 1946. január 6.

## Külső hivatkozások
- Német Tengerészet Történelme – Nürnberg könnyűcirkáló (angol)
- Nürnberg fotógaléria (angol)